# Хрватска књижевност
Литература Хрватске односи се на књижевна дела која се приписују средњовековној и модерној култури Хрвата, Хрватске и хрватског језика. Поред модерног језика чији је облик и правопис стандардизован крајем 19. века, такође обухвата најстарије радове произведене у модерним граница Хрватске, написаних на црквенословенском и средњовековном латинском, као и народном језику написане у чакавском и кајкавском дијалекту.

## Историја

### Хрватска средњовековна књижевност
Хрватска средњовековна проза слична је другој европској средњовековној књижевности тога доба. Најстарији докази хрватске писмености датирају из 11. и 12. века, а хрватска средњовековна књижевност траје до средине 16. века. Неки елементи средњовековних облика могу се наћи чак и у хрватској књижевности 18. века, што значи да је њихов утицај био јачи у Хрватској него у остатку Европе. Рано хрватска књижевност била је исписана на каменим плочама, руком исписана на рукописима и штампана у књигама. Посебан сегмент хрватске средњовековне књижевности исписан је латинским језиком. Прва дела о хагиографији и историји цркве написана су у далматинским приморским градовима (Сплит, Задар, Трогир, Осор, Дубровник, Котор). Почетак хрватске средњовековне књижевности обележава латинска хагиографија, са текстовима о далматинским и истарским мученицима: Домн Салонски, Свети Анастазије, Маврикије и Герман. У Панонској кнежевини, у северној Хрватској настала су дела о хришћанским култовима, попут Светог Квирина Сисачког, Евсевија Веркелског и Еузебије и Полиона. Хрвати су вековима писали сва своја дела која се тичу права, историје и научних дела на латинском, па су била доступна као део шире европске литературе.
Средњовековна проза писана је на два језика: хрватском и црквенословенском, користећи три различита писма, глагољицу, латиницу и босанчицу. Међу њима је било извесне интеракције, о чему сведоче документи који имају два облика писма. Та интеракција чини хрватско писање јединственим међу словенском прозом, па чак и у европској књижевности. Хрватска средњовековна књижевност одражава опште трендове у европској књижевности, иако су постојале неке различите особине, на пример, књижевност усмерена на обичан народ; снажна традиција народне књижевности, мешање верских тема и преплитање жанрова. Значајан део хрватске ране књижевности заснован је на преводима, на коју су утицале две сфере: са истока (византијско и црквенословенско наслеђе) и са запада (из латинске, италијанске, француско-италијанске и чешке традиције).
Од 14. века западни утицај остао је снажан у хрватској књижевности. Препознавши ове обрасце, хрватски аутори, углавном анонимни, свој су рад прилагодили специфичним потребама заједнице у којој су и за коју су писали. Иако су њихови текстови у великој мери преведени, ова литература је постигла изузетно уметнички ниво језика и стила. Једно од најзначајнијих достигнућа било је одржавање црквенословенског дословног језика (посебно глагољице). У каснијим периодима елементи тог језика почели су да се користе на експресиван начин и као сигнал високог стила. Таква средњовековна дела на народном језику полазна су основа за књижевност каснијих периода. Анонимни песници и певачи, развијајући сопствене стилове, типично верске поезије, и овог периода, каснији аутори и извори називали су се „зачињавцима”.
Најстарији артефакти хрватске средњовековне прозе су глагољице уписане камене плоче: Валун, Пломин и Крчки натпис из 11. века и Башчанска плоча из 11. или 12. века. Она је први целовит документ о народном језику са елементима дословног црквенословенског језика. Често се сматра „родним листом” хрватског језика и у њему се први пут спомињу Хрвати. На камену је забележено даривања парчета земље бенедиктинској опатији Дмитра Звонимира у доба ава Drzhiha. 
Остали рани списи су Сењска плоча, Пластово, Книн и Супетар, сви датирају из 12. века и Хумска плоча из 11—12. века. Фрагменти бечких листића из глагољског кодекса 11—12. века, написани негде у западној Хрватској, представљају прво литургијско писање хрватске рецесијације на црквенословенском. Поваљска листина је најранији документ написан ћирилицом, потиче из 12. века и води порекло од Брача, на њему се налази стандардно чакавско наречје.
Остали правни документи попут Врбника статуа, Винодолског законика и Кастав статуа описују прописе тих приморских градова као административних центара.
Од фрагмената документа писана руком сачувани су они који сведоче о богатој књижевној традицији. То су делови библијско-литургијских дела: фрагменти апостола, попут Михановићевог и Грашковићевог фрагмента, оба створена у 12. веку; фрагменти мисала као што су прва страница кијевских листова из 11—12. века и бечки листови из 12. века, то су најстарији хрватски документи литургијског садржаја, сви датирају из 13. века. Глагољашки документи чине континуитет са онима насталим истовремено на бугарском, македонском, чешком и руском подручју. Хрвати су развили свој облик глагољице и прилагођавали хрватски језик чакавском наречју утицајима 12—13. века. Формирали су своју верзију црквенословенског језика који је трајао до 16. века. Истовремено су библијске књиге настајале по узору на латинску Вулгату. Из тог времена потичу најстарији сачувани текстови хагиографских легенди и апокрифне прозе, пример су будимпештански фрагменти (12. век са делом легенде о светом Симеону и светој Текли из 13. века, део апокрифних дела Павла и Текле).

### Ренесансна књижевност
Прва књига штампана на хрватском језику је хрв. Misal po zakonu rimskoga dvora. Потиче из 1483. године, био је запажен као први штампани мисал који није на латинском језику, било где у Европи. То је уједно и прва штампана књига јужнословенског идиома.
Нове поетске форме из других делова Европе биле су апсорбоване током 15. и 16. века. Хрватска ренесанса је била под снажним утицајем италијанске и западноевропске књижевности и у приморским областима је најпотпуније развијена.
У Дубровачкој републици (данашњи Дубровник) развијала се народна лирска поезија, посебно љубавне песме. Један од најважнијих записа раних дела је хрв. Misal po zakonu rimskoga dvora, збирка песама, коју су углавном написали Шишко Менчетић и Џоре Држић. Песме се углавном баве  љубави.
У Сплиту је далматински хуманиста Марко Марулић био надалеко познат у Европи по својим списима на латинском језику, али главним доприносом се сматрају његова дела на хрватском језику, од којих је најпознатија епска песма Јудита, написана 1501. и објављена је у Венецији 1521. Укључује фигуре и догађаје из класичне Библије, прилагођавајући их савременој књижевности.
Важна уметничка личност у раним фазама хрватске ренесансе био је Петар Хекторовић, сакупљач песама и песник са острва Хвар, најпознатији по песми Риболов и рибички разговор, што је први комад хрватске књижевности написан у стиховима у којем се путовања не описују алегоријски, већ као право путовање, описујући природу и домовину. Хекторовић је такође снимио песме које су певали рибари, чинећи ово једним од најранијих примера у хрватској књижевности да у текст уврсти и преписану народну музику. Ово чини Рибање делом који спаја уметничку и народну књижевност. У исто време на Хвару, Ханибал Луцић је преводио Овидијево дело. Такође је написао драму Robinja, прву световну представу у хрватској књижевности, и љубавну поезију.
Хрватска књижевност проширила се на прозу чији су аутори били Динко Златарић, Мавро Ветрановић и Марин Држић. Први хрватски роман Планине написао је Петар Зоранић и објавио 1569. у Венецији. Аутор је представљен као авантуриста, приказујући његову страсну љубав према родној девојци.

### Барокна књижевност
Превладавајућа барокна култура појавила се касније током 17. века, где је било раздобље контрареформације. Развили су се регионални књижевни кругови, попут Дубровника, Словена, Кајкава и Озља. Тада је недостатак стандардног хрватског језика постао истакнуто питање.

Дубровачка република је постала главно књижевно средиште, а Иван Гундулић је имао водећу улогу. Гундулићева најпознатија представа је Дубравка, написана 1628, која садржи неке од најпознатијих стихова у хрватској књижевности: O liepa, o draga, o slatka slobodo. У свом највећем делу, Осману, Гундулић представља контрасте између хришћанства и ислама, Европе и Турске, запада и истока, и онога што је сматрао слободом и ропством. Чврсто је укорењено у богату књижевну традицију хрватског барока у Дубровнику и Далмацији и сматра се једним од његових ремек-дела.
Остале запажене књижевне личности у Дубровнику у то време били су Јуније Палмотић, Иван Бунић Вучић, Игњат Ђурђевић, Стијепо Ђурђевић, Владислав Менчетић, Петар Богашиновић, Петар Канавелић, Јеролим Кавањин и Рафаел Леваковић. Многа дела су преведена са латинског и италијанског на народни језик.
Најзначајнија дела из северних, континенталних књижевних кругова међу осталих су Гартлиц за час кратити Франа Крсте Франкопана, збирка лирских песама и Одиљење сигетско Павла Ритера Витезовића, лирско дело написано у иновативном жанру, први пут објављено 1684. Године 1660. Катарина Зринска је у Венецији објавила свој молитвеник Путни товаруш, којег историчари књижевности хвале као високо књижевно достигнуће барокне књижевности.
У кајкавском кругу најважнија фигура био је језуит Јурај Хабделић који је писао верске теме. Његово најпознатије дело је Zrcalo Mariansko и речник са кајкавског на латински језик.
У словенском кругу, други језуит, Антун Канижлић, написао је епску песму Света Розалија.
Озаљки круг карактерише језик који обједињује сва три дијалекта — кајкавски дијалект помешан са чакавским, штокавским и икав-екавским елементима. Најзначајнији аутори су Петар IV Зрински, Катарина Зринска, Фран Крсто Франкопан и Иван Белостенец.
У то време је написан и велики број научних радова, посебно лексикона.
- Иван Луцић је написао прву научну историју Хрватске на латинском језику: De regno Dalmatiae et Croatiae.
- Иван Белостенец, монах и члан озаљског круга, написао је кајкавско-латински речник: Gazophylacium.
- Јаков Микаља, написао је хрватско-италијанско-латински речник: Blago jezika slovniskoga и објавио је први правопис словенских језика
- Бартол Кашић, чије је најважније дело Institutionum linguae Illyricae, прва хрватска граматика која је у Риму објављена на латинском језику.

### Књижевност 18. века и доба просветитељства
У 18. веку развио се нови однос према књижевности, јер је већи део Далмације и Славоније био ослобођен османског царства, а нове идеје просветитељства кружиле су из западне Европе, посебно у погледу социјалних реформи Марије Терезије и Јозефа II Хабзбуршког у северном делу Хрватске. Уметнички домет није толико велик у овом периоду као током ренесансе или барока, али постоји већа дистрибуција дела и све већа интеграција књижевности одвојених подручја Далмације, Босне, Херцеговине, Славоније, Дубровника и северозападне Хрватске, који ће довести до националних и политичких покрета 19. века.
Најистакнутији хрватски аутор просветитељског доба био је Павле Ритер Витезовић, који је био историчар и зачетник модерне панславистичке идеологије. Објављивао је историје (Stemmatographia, Croatia Rediviva), епове (Odiljenje sigetsko), реформисао систем писања, формирао штампарију и писао хронике и календаре. Многе његове идеје биле су основа каснијег илиаризма (познатог и као Croatian National Revival) који је протествовао против аустроугарске владавине.
Славонац Антун Канижлић, аутор песме Sveta Rožalija, био је први од писаца који се сусрео са делима дубровачких песника, посебно Игњата Ђурдевића. Канижлић је био један од главних протагониста Slavonskoga duhovnoga preporoda, на који је снажни утицај имала јужњачка књижевност из Далмације.
У Дубровнику су у то време били бројни истакнути научници, филозофи и писци на латинском језику, међу којима су Руђер Бошковић, Бернард Џамањић, Џоно Растић, а на прелазу из 19. века Ђуро Хиџа и Марко Бруеревић-Десриваукс који су писали на латинском, италијанском и хрватском језику.
Пред крај раздобља, Јоаким Стулић је објавио свеобухватан дубровачки речник. Познати латински учењак у северној Хрватској био је хроничар Балтазар Адам Крчелић, док су у Славонији на хрватском писали Матија Петар Катанчић (аутор прве хрватске штампане верзије Библије) и Титуш Брезовачки (најважнији драмски писац на кајкавском подручју).
Посебно место у књижевности 18. века заузимају песник и писац Филип Грабовац и фрањевачки писац Андрија Качић Миошић. Грабовачки Cvit razgovora naroda i jezika iliričkoga aliti rvackoga из 1747. обједињује хрватску средњовековну књижевност са босанским фрањевцима, док Качићев Razgovor ugodni naroda slovinskoga 1756. у стиху и прози, некада је била једна од најчитанијих књига на хрватском језику (преведена на десетак језика и до краја 20. века прештампана готово 70 пута). Управо је ово дело, заједно са радом Антуна Матија Рељковића, дефинитивно поставило идиоме за хрватски језик у покрету народног препорода. Рељковић је, као затвореник у Дрездену, упоредио Славонију са Немачком у песми из 1762. Satir iliti divji čovik. Утицај Рељковића генерално је садржан у његовим језичким идиомима и другим граматичким и филолошким радовима. Ширећи штокавски идиом у другој половини 18. века, он се, заједно са Андријом Качићем Миошићем, сматра једним од највећих утицаја који је помогао обликовању хрватског стандардног језика.
Остали значајни доприносиоци верског и просветног рада, лексикографске граматике и историје, били су босански фрањевци, а највише Филип Ластрић, Никола Лашванин и Херцеговац Ловро Ситовић Љубушак. У Славонији су, поред Канижлића, други аутори у стиховима писали морална учења и просветитељске идеје.
Представе су у 18. веку игране у готово свим приморским градовима од Дубровника, Хвара и Корчуле до Задра, Сења и Ријеке, а у северној Хрватској од Загреба и Вараждина до Пожеге и Осијека. У Дубровнику су преведене и изведене 23 драме Молијера. Најуспешнија драма написана на хрватском језику током 18. века била је Kate Kapuralica. Велики драмски писац тог периода био је Титуш Брезовачки који је писао на кајкавском дијалекту (Matijaš grabancijaš dijak и Diogeneš).

### Романтизам и хрватски национални препород
Основна компонента романтизма у хрватској књижевности је све већи покрет према националном идентитету. Поред повезивања са њиховим локалним наслеђем, постојао је и закаснели утицај немачког романтизма и националне свести о другим областима у оквиру Хабзбуршке монархије. Будући да су готово сви хрватски песници тога доба писали и на немачком језику, хрватска језичка и културна еманципација следили су средњоевропске обрасце који су били укорењени у немачкој култури и књижевности.
Илиризам је започео 1835. као уски круг углавном млађих интелектуалаца, на челу са Људевитом Гајем, са седиштем око часописа Danica ilirska. Имали су планове за културни, научни, образовни и економски развој Хрватске. У средишту њихових активности била је реформа језика, посебно основа јединственог стандарда, заснованог на богатом књижевном наслеђу. Уобичајена правописна књига поставила је нове граматичке стандарде за језик, коју је Гај објавио 1830. под називом Kratka osnova horvatsko-slavenskog pravopisanja (позната као Гајица). Gaj's Latin alphabet било је једно од два званична писма којима се писао српскохрватски језик до распада Југославије.
Песници тог периода били су Иван Мажуранић, Станко Враз и Петар Прерадовић. Мажуранићев еп Smrt Smail-age Čengića 1846. сматра се најзрелијим делом хрватског романтизма, комбинацијом дубровачког књижевног стила и народне епске традиције. Књижевни часопис Kolo покренули су 1842. Драгутин Раковац, Људевит Вукотиновић и Станко Враз. То је био први хрватски часопис који је поставио високе естетске и критичке стандарде. Пишући патриотске, љубавне и рефлективне текстове, Прерадовић је постао најплоднији и најпопуларнији песник тог периода.
Димитрије Деметер, аутор родољубиве епике Grobničko polje 1842. поставио је темеље Новом хрватском позоришту, као управник и писац. Његово најважније драмско дело Teuta (1844) темељи се на илирску историју. Остали писци тог времена су Антун Немчић, аутор драме Kvas bez kruha, и најбољег путописа свог времена под Putositnice (1845) на чије писање је утицало Лоренсово Стерново A Sentimental Journey Through France and Italy. Матија Мажуранић написао је путопис Pogled u Bosnu (1842), који је у то време био врло занимљив, јер људи о модерној Босни нису знали готово ништа. Иван Кукуљевић Сакцински био је политичар, научник, историчар и први писац драма заснованих на новијој хрватској књижевности: Juran i Sofija (1839), а писао је и путописе. Људевит Вукотиновић је почео да пише на кајкавском дијалекту и заједно са Вразом један је од пионира књижевне критике.
Један број аутора сматра рад Ивана Филиповића Mali Tobolac raznoga cvetja za dobru i promnjivu mladež naroda srbo-ilirskoga првим делом књижевности за децу у Хрватској. Неки аутори имају другачији став.
Остале запажене књижевне доприносе дао је дипломата Антун Михановић (посебно Horvatska Domovina која је касније постала хрватска химна Лијепа наша домовино).

### Протореализам и реализам
Период после 1848. имао је нову генерацију писаца која је деловала као транзиција између романтизма и реализма. Неки историчари књижевности називају га протореализмом, временом које је обележио аутор Аугуст Шеноа чије је дело комбиновало раскошни језик националног романтизма са реалним приказима сељачког живота. Шеноа је сматрао да је хрватска књижевност превише удаљена од живота стварних људи и да би уметничко стваралаштво требало позитивно утицати на нацију. Увео је историјски роман у хрватску књижевност, а 1874—1881. уређивао је књижевни часопис Vienac који је био жариште хрватског књижевног живота до 1903. У том часопису објавио је многа своја дела, укључујући први модерни хрватски роман Zlatarovo zlato, песме, приче и историјске романе што га чини најистакнутијим хрватским писцем 19. века.
Покровитељство Јосипа Јураја Штросмајера омогућило је оснивање хрватске академије науке и уметности 1866, као и поновно успостављање Универзитета у Загребу 1874. Друга важна личност тог времена био је Адолфо Вебер Ткалчевић, филолог, писац, књижевни критичар и естетичар. Наставио је традицију илирског покрета, истовремено уводећи елементе реализма у хрватску књижевност. Био је аутор прве синтаксе хрватског књижевног језика, Skladanja ilirskog jezika, Беч 1859. Написао је неколико уџбеника на школском нивоу, а његова Slovnica hrvatska published 1871. била је и стандардни средњошколски уџбеник и норма и кодификација стандардног језика за тај период.
Такође, у то време транзиције били су песник, драмски писац и романописац Мирко Боговић, и професор Драгојла Јарневић, приповедач и колекционар народних балада Мато Водопић, уредник Vienac Иван Перковац, песник Луке Ботић и филозоф и писац Фрањо Марковић. Политичар и публициста Анте Старчевић писао је поезију, драме и књижевне критике. Јосип Еуген Томић писао је песме, комедије и историјске романе, Рикард Јоргованић је био песник и приповедач.
Шеноини захтеви да обезбеди литературу за народ отворили су пут реализму. Културни оквир тог времена био је повезан са националним и политичким питањима, а многи млади писци били су укључени у политичке странке. Велики број писаца из разних хрватских провинција помогао је да се нови правац уведе у хрватску књижевност.
Први хрватски аутор новог облика био је Еуген Кумичић, који је у Паризу наишао на реализам. Као писац истарске, загребачке и хрватске историје кретао се између романтизма и натурализма у својој Olga i Lina (1881). Млађи и радикалнији, милитантни писац био је Анте Ковачић, који је написао низ песама, приповедака и романа од којих је најпознатији U registraturi (1888). Дело комбинује социјалну сатиру сa натуралистичким описима хрватске бирокрације и сељаштва, заједно сa наслеђеним из романтизма, и било је један од најмоћнијих романа хрватске књижевности 19. века.
Ксавер Шандор Ђалски бавио се темама из загорског горњег слоја (Pod starimi krovovi, 1886), утицао је на песнички реализам и истакао политичку ситуацију U noći (1887).
Најплоднији писац хрватског реализма био је Вјенцеслав Новак, почев од свог родног града Сења, проширио је свој домет тако да је обухватио Загреб и Праг. У свом најуспешнијем роману Posljednji Stipančići (1899) бавио се распадом сењске патрицијске породице. У међувремену, Јосип Козарац писао је о продирању страног капитала у претходно патријархалну Славонију (Mrtvi kapitali, 1890; Tena, 1894). Пред крај реалистичког периода Јанко Лесковар написао је своје психолошке романе међу којима је Misao na vječnost (1891), у којима је анализирао ликове. Његов рад водио је у модернизам у хрватској књижевности.
Силвије Страхимир Крањчевић био је најважнији од песника 19. века: (Bugarkinje, народне песме 1885; Izabrane pjesme 1898; Trzaji 1902). Ослањајући се на стил раније патриотске поезије, користио је оштар сарказам и иронију, заједно са патетиком и реториком. Прихватио је универзалне и космичке теме, због чега се млади Крањчевић истакао међу савременицима, попут Августа Харамбашића, чија су главна тема била патриотизам и љубав.
Crtice iz primorskoga malogradskoga života Јосипа Драженовића је усредсређен на људе и њихове односе на хрватском приморју крајем 19. века. На прагу модернистичке ере песник, драмски писац и романописац Анте Тресић Павичић у своје дело је унео класичне и италијанске песничке форме. Збирке Valovi misli i čuvstava (1903) и Sutonski soneti (1904) су требале да утичу на неке од његових млађих савременика.

### Савремена књижевност

#### Савремена књижевност до 1914.
Модерни покрет се манифестовао не само у књижевности, већ и у визуелним уметностима и другим аспектима културног и националног живота. Од почетка су постојале две различите нити: једна углавном аполитична, космополитска и естетска (Mladost, Hrvatski salon, Život), док је друга била млађа, прогресивнија и политичка (Nova nada, Hrvatska misao, Novo doba, Narodna misao, Glas). Неколико истакнутих писаца, попут Антуна Густава Матоша и Динка Шимуновића, нису били укључени ни у један покрет. Разлика између старог и младог трајала је више од једне деценије и била је повезана са сличним кретањима у остатку Европе. Поред тога, дошло је до нове отворености за друге утицаје и литература на француском, немачком, руском, италијанском, пољском и чешком језику оставила је трага.
Борбу за креативну слободу у књижевности и уметности водио је модерни идеалиста Миливој Дежман (Иванов). С друге стране, Милан Марјановић је сматрао да хрватска књижевност треба да буде покретачка снага у политичкој борби народа. Слични мислиоци тог времена били су Анте Ковачић, Силвије Страхимир Крањчевић и Владимир Назор. Романописац и драмски писац Милутин Чилар Нехајев, (Veliki grad, 1919), написао је серију есеја о домаћим и страним писцима, а његов Bijeg (1909) сматра се типичним за хрватске модернистичке романе.
Модернизам је био посебно јак на пољу поезије. Слободно изражени еротизам, занос и побуна против животне дисциплине у књизи Милана Беговића Knjiga Boccadoro (1900) деловали су као манифест и остали стандард хрватске поезије. Беговићева поезија је по стилу била слична песми Драгутина Домјанића иако је Домјанић имао тенденцију да буде лирскији и сентименталнији. Постигао је известан успех песмом Kipci i popevke, (1917). Још један истакнути песник тог периода био је Владимир Видрић, чије је дело део ширег покрета европске симболике.
У позоришту је Иво Војновић привлачио јавност представама попут Ekvinocij (1895). Иако су се његова рана дела бавила космополитским темама, Дубровник му је остао главна инспирација, посебно у Dubrovačka trilogija (1903). 
Отприлике у исто време Владимир Назор је започео своју каријеру и требало је да постане један од најсвестранијих и најплоднијих аутора модерног доба (Slavenske legende, 1900). Његово писање је засновано на реалистичкој традицији. Динко Шимуновић је написао неке од најистакнутијих наративних проза, чији су романи описивали живот у сеоском залеђу Далмације.
Двоје врло успешних драмских писаца тог доба били су Милан Огризовић и Јосип Косор. Огризовић је у делима попут Хасанагиницекористио теме из народних песама, а писао је и страсне драме (Вучина, 1921), док је Косор најпознатија по драмски Požar strasti (1912).
Романописац Фрањо Хорват Киш је писао о животу у хрватском загорју, док је Иван Козарац написао романе Đuka Begović (1911) о Славонији. Претеча модерне фантастике био је Јанко Полић Камов, песник (Psovka, Ištipana hartija, 1907), приповедач, иновативни романописац (Isušena kaljuža 1957), драмски писац есејиста и критичар. Његова проза и данас остаје у основи модерна и по структури и по теми.
Најкомплетнији европски и хрватски писац тог периода био је Антун Густав Матош, који је своју прву приповетку Moć savjesti написао 1892. Његов рад на есејима, критикама, романима, песмама и путописима био је изузетно утицајан. Објављивањем антологије Хрватска млада лирика (1914) означен је крај једне ере — године када је Антун Густав Матош умро и започео Први светски рат. Дванаест аутора допринело је зборнику: Иво Андрић, Владимир Черина, Вилко Габарић, Карл Хауслер, Звонко Милковић, Стјепан Пармачевић, Јанко Полић Камов, Тин Ујевић, Милан Врбанић, Љубо Визнер и Фран Галовић. На све ове ауторе утицали су Антун Густав Матош и Владимир Видрић, а многи ће касније постати позната имена хрватске књижевности. Фран Галовић, плодан писац модерних романа и драма, био је познат и по песмама на свом родном подравском дијалекту (Z mojih bregov 1925). Владимир Черина био је најпознатији по песмама Raspeće 1912. Ивана Брлић-Мажуранић је постигла успех као писац хрватских бајки (Priče iz davnine, 1916). Новинарка Марија Јурић Загорка је писала историјске романе који су постигли велику популарност. Матош је у овом периоду објавио критике Naši ljudi i krajevi, 1910. и Pečalba, 1913. и писао је серијске публикације и песме.
Политички догађаји почетком 20. века и покрет за уједињену јужнословенску државу (Југославију) били су неодољиве теме у тадашњој литератури. О Видовданском миту писао је Иво Војновић, док је Срђан Туцић објавио Osloboditelje (1914). Владимир Назор је написао неколико радова на тему хрватске историје Velog Jože (1908), Hrvatske kraljeve (1912), Istarske priče (1913) и Medvjeda Brundu (1915). Представа Милана Огризовића Banović Strahinja је приказана 1912.

#### Савремена књижевност између ратова 1914— 1945.
Период непосредно пре Првог светског рата обележио је нови авангардни покрет. Јанко Полић Камов био је рана претеча, са својим модернистичким романом Isušena kaljuža (1906—1909) који се данас сматра првим великим хрватским прозним делом тог жанра. Нова генерација футуристичких младих писаца почела је да се појављује, где је изражајна употреба речи била важнија од формалне структуре.

##### Књижевни часописи и Матица хрватска
Часопис Vihor (1914) окупио је групу младих писаца који су подржавали уједињење Јужних Словена. У томе су на њих снажно утицали изражајни и идеолошки радови вајара Ивана Мештровића и писци Иве Војновић и Владимир Назор, који су пре Првог светског рата оживели заједничку словенску митологију. Авангардна поезија објављивана је у бројним часописима, на пример, Kokot (1916), Vijavica (1917), Juriš (1919) и Književnik (1924). Заједно са авангардном, углавном експресионистичком поезијом, у часописима попут Plamen (1919) и Zenit (1921—23 у Загребу; 1924—26 у Београду) промовисане су и лењинистичке револуционарне идеје. Љубо Мицић је био најрадикалнији промотер авангарде у књижевности, музици и уметности, заговарајући зенитизам као синтезу изворног балканског духа и савремених европских трендова (футуризам, експресионизам, дадаизам, надреализам).
Поред ових авангардних часописа, значајан допринос имао је Savremenik (објављен са прекидима 1906—41), који је окупио писце различитих генерација и песничких усмерења, Hrvatska njiva (1917—26; од 1919. Jugoslavenska njiva) нудила је умеренија традиционална песничка гледишта као у Vijenac (1913—28). Часопис Nova Evropa (1920—41), са либералном и јужнословенском јединственом оријентацијом, имао је снажан утицај у првој половини 20-их година. Мирослав Крлежа 1923. покренуо је свој други часопис Književna republika (забрањен 1927), окупљајући водеће левичарске писце, фокусирајући се на неједнакост и социјалну неправду, нудећи оштру критику владајућег режима у Југославији.
После атентата на Стјепана Радића и увођења диктатуре почетком 1929, код многих писаца ојачала је свест о хрватском идентитету. Будући да су нормалне легитимне политичке активности биле ограничене наредбама јавне безбедности, покрет је нашао израз у културним удружењима и књижевним публикацијама. Матица хрватска постала је средиште интелектуалних и књижевних окупљања, у оквиру којих су били активни комунистички писци попут Мирослава Крлеже и Аугуста Цесарца. Часопис Hrvatska revija (1928) пружао је тадашњи хрватски књижевни глас, окупљајући најбоље ауторе свих оријентација. Администрација Матице постепено је уклањала левичарске писце, посебно након чланка Филипа Лукаса Ruski komunizam spram nacionalnog principa (1933).
Аутори снажних националистичких погледа су објављивали су своје радове у часописе као што су Hrvatska smotra (1933—45) и Hrvatska prosvjeta (1914—40), док се већина левичарских хрватских аутора окупљала у Književnici (1928—39), која је у раним годинама била отворена за либералне идеје, затим око часописа Kritika (1928), Literatura (1931—33), Kultura (1933) и Izraz (1939—41).

##### Све већи сукоб
Пред крај 20-их и 30-их година 20. века, превирања у међународном левичарском покрету (сукоби на првој међународној конференцији пролетерских и револуционарних писаца (1927), харковском конгресу (1930), московском конгресу совјетских писаца (1934) између левичарских авантуриста и оних који се баве писањем социјалне литературе, односно пропаганде) имали су одељења у Југославији. Најистакнутији левичарски аутор, Мирослав Крлежа, био је у сукобу са властима, јер је одбио да смањи своје стандарде, како је он то видео, и постане пуко оруђе за идеолошке циљеве. Расправа је постајала све жешћа док је Крлежа издавао часопис Danas (1934) и Pečat (1939—40), што је кулминирало његовим изузетно критичким есејем Dijalektički antibarbarus (1939), који је донео него у директан сукоб са руководством Комунистичке Партије Југославије.

##### Други светски рат
Оснивање Независне Државе Хрватске 1941. донело је некима наду да ће крај Југославије ослободити нову креативну енергију. Крлежи је потпуно забрањено објављивање. Поред Владимира Назора и Ивана Горана Ковачића били су Јожа Хорват, Мирко Божић, Јуре Каштелан, Иван Дончевић, Јуре Франичевић Плочар, Марин Франичевић, Вјекослав Калеб, Владимир Поповић, Живко Јеличић, Јосип Барковић и други. Иако је већи део њиховог књижевног стваралаштва био прилично утилитаристички, од овог времена потичу и уметничка ремек-дела, попут Ковачићеве интензивно оптужнице за ратне злочине Jama (1944).

##### Водећи писци и њихова најпознатија дела
- Иво Андрић[32] је био један од надарених песника представљених у антологији Хрватска млада лирика 1914. Након пресељења у Београд, радио је у оквиру српске књижевности. Његова рана дела Ex Ponto (1918), Пут Алије Ђерзелеза (1920), Немири (1921) написана су на ијекавском дијалекту. У Београду је објавио три прозне збирке Приповетке (1924, 1931. и 1936). Његова дела су му донела светска признања, међу којима је Нобелова награда 1961.
- Ђуро Арнолд је био писац романтичне поезије у традицији Аугуста Шеноа и Фрање Марковића, објавивши неколико књига песама међу којима је Na pragu vječnosti (1935).
- Мате Балота је написао велики број књига и расправа о теорији спољне и унутрашње трговине, аграрној економији, индустријској политици, историји економије итд. Његова научна дела укључују Trgovina i unutrašnja trgovinska politika (1931), Industrijska politika (1936), Ekonomska struktura Jugoslavije 1918–1941 (1950) и Ekonomska historija Jugoslavije (1958). Његова књижевна дела укључују Dragi kamen (1938), Tijesna zemlja: roman iz istarskog narodnog života (1946) и путописе Na crvenoj istarskoj zemlji (1979).
- Милан Беговић је радио као гимназијски професор у Сплиту пре него што се преселио у Хамбург и Беч да би наставио каријеру у позоришту. Писао је приче и романе, али је најпознатији по драмама које је написао 1920-их и 1930-их. Најпознатији наслови су Pustolov pred vratima (1926) и комедија Amerikanska jahta u Splitskoj luci.
- Дело Милета Будака снажно је обележено његовом десничарском политиком. Истакнути члан усташког покрета, оснивач листа Хрватски народ 1938, министар владе Независне Државе Хрватске, интензивно је објављивао књижевна дела 1930—45. Његово најзначајније дело бави се личким селом и распадом традиционалних вредности у оквиру затворене патријархалне заједнице Opanci dida Vidurine (1933), Ognjište (1938), Kresojića (1944—45). Такође је написао социјалне романе у којима је анализирао урбано окружење Direktor Križanić (1938), Rascvjetana trešnja (1939) и мемоаре Ratno roblje (1941). Будак је после рата обешен због злочина.
- Песник Добриша Цесарић је наследио романтичарски дух (превео руску и немачку романтику), а на стилско-изражајном плану наследио је песнике хрватске модерне, написао сродни стих са снажним осећајем за стихову музику. У својим песмама попримао је пејзажне сцене које су имале симболичку функцију, а његова наизглед једноставна поезија добија дубље, филозофско значење. Такође се бавио сценама из живота урбане сиротиње као део литературе друштвеног покрета у својој збирци Lirika (1931), Spasena svijetla (1938). Постигао је велику популарност у ширим читалачким круговима.[33]
- Драгутин Домјанић је писао романтичну поезију о духовној љубави и племићима и кавалирима из прошлих дана: Kipci i popevke (1917), Po dragomu kraju (1933)
- Улдерико Донадини је био свестран аутор, писао је песме, романе и есеје. Следбеник Матошеве симболистичко-импресионистичке поетике, био је импресиониран Достојевским, а његова дела комбинују дух гротеске са неким изузетно неуротичним ликовима. Објавио је збирку Lude priče (1915), серију романа Vijavice (1917), Kroz šibe (1921), Bauk (1922), драме Bezdan (1919), Igračka oluje (1921).
- Виктор Цар Емин је написао бројне романе и приче који се баве економско-социјалним и политичким проблемима прошлости и садашњости Истре: Nove borbe (1926), Vitez Mora (1939). Истим темама бавио се у својим делима за позориште.
- Аугуст Цесарец је био свестран аутор, песник, романописац, драмски писац и политички публициста. Политички је припадао лењинистичкој левици, страствено је био ангажован у друштвеним контроверзама. Експресионистички стил његове ране поезије и прозе постепено је замењен критичнијим реализмом, обраћајући се питањима као што су хрватски национални идентитет и социјална неправда Careva kraljevina (1925), Zlatni mladić (1928), Bjegunci (1933).
- Милутин Чилар Нехајев је био новинар, романописац и драмски писац. Veliki grad (1919), Vuci (1928)[34]
- Вјекослав Калеб је оскудном експресионистичким стилом приказао животну средину и људе Далматинске загоре у својим романима Na kamenju (1940), и Izvan stvari (1942).
- Славко Колар је хумором анализирао живот у хрватским селима и провинцијама. Његова најбоља серија романа била су Ili jesmo ili nismo (1933) или Mi smo za pravicu (1936) истраживали су судбину ликова који живе у условима потпуне депривације, сатирања покрајинска интелигенција и бирократија, посебно политички каријеризам и опортунизам.
- Иако је прва песничка збирка Густава Крклеца (1899—1977) имала експресионистичке елементе (Poetry, 1919; Srebrna cesta, 1921), његов песнички сензибилитет више је одговарао традиционалистичком, импресионистичком изразу и повезан је стих Izlet u nebo (1928; Darovi za Bezimenu, 1942). Његова духовитост је посебно истакнута у епиграмима и брошурама.
- Јосип Косор је био романописац и драмски писац. Почевши од романа који приказују сељачки живот у Далмацији, еволуирао је у драматичара, три пута номинован за Нобелову награду за књижевност. Његове драме Passion's Furnace (1912), The Invincible Ship (1921) и Reconciliation преведене су за изведбу у Енглеској. Остала дела укључују Žena (1920), Razvrat (1923), Miris zemlje i mora (1925).
- Иван Горан Ковачић, песник, приповедач, критичар и новинар, био је заговорник политике Хрватске сељачке странке и следбеник Стјепана Радића. У раном роману Dani gnjeva (1936) писао је о свом родном Луковдолу, поетизујући склад природе и човека, критички третирајући социјалну неправду. У песмама, објављеним у постхумној књизи Ognji i rože (1945), користи дијалект за приказ аркадских пејзажа своје родне земље. Постигао је изузетан израз у својој најпознатијој песми Jama (1944) снажног дела универзалне уметничке вредности, шокантног сведочења о ратном злочину.
- Иво Козарчанин, песник, критичар и романописац, свој уметнички врхунац достигао је у романима Tuđa žena (1937) и, посебно, Sam čovjek (1937), бавећи се психолошком анализом неуротичних ликова борећи се да се прилагоди свакодневном животу. Његове песме прошаране су интензивном еротиком и интензивним осећајем усамљености Mrtve oči (1938).
- Мирослав Крлежа је имао централну улогу у књижевном животу између два светска рата, не само на основу свог великог дела, већ и ширег јавног ангажмана вођеног часописима које је објављивао и доприносима дебатама о културним и политичким питањима. Његов утицај и популарност међу млађим интелектуалцима може се видети по броју његових следбеника, познатих као крлежијанци. Током Првог светског рата написао је низ авангардних драма под називом Kraljevo, Kristofor Kolumbo, Michelangelo Buonarroti и поезију засновану на слободном стиху и изражајним сликама Three Symphonies, 1917; Songs I и Songs II, 1918; Songs III и Lirika (1919). У периоду после Првог светског рата објавио је антиратни роман у серији Croatian God Mars. У другој половини 1920-их, у глембајевском циклусу (драма У агонији, Глембајеви, Леда), анализирао је кризу свести грађанске класе користећи психолошки реализам. У романима The Return of Philip Latinowicz (1932) и The Edge of Reason (1938) бавио се судбином осетљивог појединца суоченог са друштвеним окружењем и Banquet in Blitva (I 1938, II 1939), истраживао је сукоб између појединца и деспотске политичке власти. Оживљавањем језика старе кајкавске књижевности, у Balade Petrice Kerempuha (1936) створио је сложену слику хрватске историје. Такође је објавио низ есеја, путописа и контроверзи, који су добили велико признање у јавности.
- Вјекослав Мајер је загребачки песник, близак Матошу, који свакодневницу малог човека приказује са социјалном осећајношћу и топлим хумором. Песничке збирке Lirika (1924) и Pjesme zabrinutog Evropejca (1934). Проза Iz dnevnika malog Perice (1935), Pepić u vremenu i prostoru (1935—38), Život puža (1938), Dnevnik Očenašeka (1938).[35]
- Милан Марјановић — Vladimir Nazor kao nacionalni pjesnik (1923), Stjepan Radić (1937), Mi budale (1939).[36]
- Владимир Назор — Arkun (1920), Niza od koralja (1922), Nove priče (1922—26), Priče s ostrva, iz grada i sa planine (1927), Pjesme moje mladosti (1930) и Fantazije i groteske (1931).
- Анте Пијус Тресић-Павичић — Govori i pisma iz ere užasa i oslobođenja (1922), Ivan Meštrović (1925), Plavo cvijeće (1928).[37]
- Ђуро Судета је написао меланхоличне стихове прожете хришћанском духовношћу у својим збиркама Osamljene staze (1924) и Kućice u dolu (1926) у којима се бавио властитим детињством, усамљеношћу и предосећајем предстојеће смрт. Једно од његових најпознатијих дела је наратив Mor (1930).
- Ксавер Шандор Ђалски — Ljubav lajtnanta Milića (1923), Pronevjereni ideali (1925).
- У свом кратком животу Антун Бранко Шимић је написао једно од најистакнутијих поетских и критичко-есејистичких дела хрватске књижевности. У почетку је писао импресионистичку поезију користећи се симболизмом и немачким експресионизмом, своје најбоље дело постигао је у песмама, без вербалне орнаментике, о пролазности људског тела и животу сиромашних. За живота је објавио збирку Preobraženja (1920) и Izabrane pjesme (1933). Критиковао је радикално одбацивање хрватских класика (Прерадовић, Видрић, Војновић, Назор), али и млађих савременика (Андрић, Крлежа).[38]
- Динко Шимуновић је провео већи део свог живота у залеђу Далмације, написавши многе приче и два романа бавећи се људима из родног краја. Mladost (1921), Porodica Vinčić (1923).
- Поезија Николе Шопа била је прожета дубоком духовношћу, приказујући љубав према свету обичних, малих људи, сиромашних и скитница. Увео је Исусов лик у свакодневни живот малог човека Pjesme siromašnog sina (1926), Isus i moja sjena (1934), Za kasnim stolom (1943). У својим каснијим песмама напустио је тему земаљске радости и бавио се симболиком астралних простора.[39]
- Драгутин Тадијановић бавио се темама изгубљеног детињства, користећи једноставност језика и намерно наивне погледе. Lirika (1931), Sunce nad oranicama (1933), Pepeo srca (1936), Dani djetinjstva (1937) и Tuga zemlje (1942).[40]
- Григорије Витез се највише памти као аутор дечје поезије и других облика књижевности за децу и омладину.
- Водећи мирнодопски песник Тин Ујевић започео је каријеру 1914, доприносом антологији Hrvatska mlada lirika. У периоду око Првог светског рата био је политички ангажован као југословенски националиста, али након рата се разочарао, остављајући политику да се посвети књижевности као професионални писац и преводилац. Поред поезије, писао је кратке приче, есеје о страним и домаћим писцима, прозу и новинске чланке. У својој раној поезији био је близак Матошу, касније инспирацију узимајући од Бодлера, Рембоа и Витмана. Као и други савремени песници, користио се високо стилизованим народним причама, стварајући емоционалне изразе личне трагедије, усамљености и интензивне страсне љубави, посебно у Lelek sebra (1920) и Kolajna (1926). Његове касније песме Auto na korzu (1932), осим надреалистичким сликама, одликује се и рефлексивношћу филозофије. Репрезентативна збирка његове поезије Ojađeno zvono (1933), избор ерудитних есеја и брошура Ljudi za vratima gostionice (1938) и Skalpel kaosa (1938) утврдио Ујевића као изузетног песника међуратних година.[41]

#### Савремена књижевност после Другог светског рата

##### Послератне политичке промене
Књижевност у годинама непосредно после Другог светског рата била је обележена променама: након пада усташке владе, многи писци су отишли у егзил. Онима који су били на високим функцијама у Независне Државе Хрватске суђено је, а Миле Будак осуђен је на смрт као ратни злочинац. Унутар удружења хрватских књижевника догодиле су се радикалне промене, а неким члановима је привремено забрањено објављивање. Они који су били умешани у партизански покрет сада су преузели водећу улогу. Покренут је часопис Republika (1945), замишљен као нова централна платформа књижевног живота. Водећи левичарски писац Мирослав Крлежа који није био активан у партизанима због неслагања са руководством Комунистичке партије, постепено се поново укључује у јавни живот. Његова улога је знатно ојачана након распада Југославије са Стаљином, а 1950. основао је лексикографски завод ФНРЈ у Загребу.

##### Социјалистички реализам
Тих првих година након рата, социјалистички реализам доминирао је у свим областима уметности. Агитпроп је имао велики утицај на књижевне резултате, и уопште на културни живот. У томе су били активни неки од водећих партизанских писаца. Писање соцреализма оставило је трага у критици и есејима, иако су романи били ретки. У непосредним послератним годинама, поезија је нарочито популарна, на пример, Марин Франичевић Govorenje Mikule Trudnega, Јуре Каштелан Tifusari, Живко Јеличић Koliba u inju, Ота Шолца, Noć. Уобичајене теме биле су побуна Хрвата и сељака против социјалне неправде. Такође су биле популарне збирке прича о партизанском рату (Иван Дончевић Bezimeni, Јожа Хорват Za pobjedu, Вјекослав Калеб Brigada и представе.
Дела објављена ван жанра соцреализма, укључују романе Петра Шегедина Djeca božja (1946) и Osamljenici (1947), песме Весне Парун Zore i vihori (1947), приповетке Ранка Маринковића Proze (1948), роман Владана Деснице Zimsko ljetovanje (1950). Иво Андрић је 1945. објавио три романа који су му донели светско признање: На Дрини ћуприја, Травничка хроника и Госпођица.

##### Писци емиграната
У међувремену, писци емиграције у Аргентини окупили су се како би оживели часопис Матице хрватске који су комунистичке власти у Хрватској забраниле. Фрањо Невистић и Винко Николић су у Буенос Ајресу покренули полумесечник Hrvatska, док су Николић и Антун Бонифачић основали Хрватску ревију (1951—1966 у Буенос Ајресу, 1966—1991 у Паризу, Минхену и Барселону). Међу значајним сарадницима били су: Иван Мештровић, Мате Мештровић, Дидо Кватерник, Богдан Радица, Милан Блажековић, Фрањо Кухарић, Доминик Мандић, Рајмунд Купарео, Анте Цилига, Владко Мачек, Џафер Куленовић, Алија Наметак, Асаф Дураковић, Савић Марковић Штедимлија и Фрањо Туђман. Такође у Аргентини, Крлежин бивши колега из часописа Pečata, Виктор Вида (1913—60), написао је књиге под утицајем италијанске херметичности, које се у Хрватској објављују од раних 1970-их.

##### Повећавање слободе изражавања
Почетком педесетих година 20. века, после раскида југословенског руководства са Стаљином, крути идеолошки притисак у књижевности постепено је укинут. Ову слободу изражавања Крлежа је означио 1952. у свом говору на трећем конгресу савеза писаца Југославије у Љубљани. Најавио је стварање нове ере, оне која је омогућила слободу избора за изражајна средства, отварање западним утицајима и нешто отворенији третман књижевних тема.
Бројни писци почели су утврђивати карактер хрватске књижевности за другу половину 20. века. Петар Шегедин је био писац високо интелектуалне фантастике; од којих је најпознатија такозвана егзистенцијалистичка трилогија, која чини део романа Crni smiješak (1969). Објавио је и низ приповедака, романа, есеја и путописа, а есеји оспоравају хрватско национално питање Svi smo mi odgovorni, 1971.
Владан Десница је објавио четири збирке романа, које се обично сврставају у две тематске серије: реалистични концепти далматинске средине и мајчински структурирана медитативна проза. Његово дело кулминирало је у некима од најбољих хрватских проза, модернистичком концепту Proljeća Ivana Galeba (1957), низу есеја у којима се бавио питањем уметничког стваралаштва.
Ранко Маринковић је представник хрватских модернистичких аутора. Пишући у виртуозном стилу, његово дело обележава истанчана иронија. Бавио се сукобом осетљиве особе у средњим годинама, неспособне да постигне аутентични идентитет. Свестрани писац, окушао се у различитим жанровима; као романописац Ruke (1953), драматург Glorija (1956), романописац Kiklop (1965) и есејиста Geste i Grimase (1951).
Весна Парун је аутор педесетак песничких збирки и књиге прозе и драме. Њену љубавну поезију одликују умањена сензуалност и бујни прикази природе. У својим каснијим колекцијама развила је тенденцију ка сатири.
Јуре Каштелан је био песник који је осликавао теме детињства и завичаја, комбинујући Ујевић-Матошевићеве традиције са усменом поезијом и надреалистичким сликама. Песник и драматичар Радован Ившић је написао надреалистичка дела која се сматрају раним претечама надреализма 1970-их. Надреалистички елементи појавили су се и у поезији Шиме Вучетића, чији је рад био пре свега усмерен на сопствене унутрашње борбе и заблуде.
Поезија Драга Иванишевића је на почетку показивала утицаје надреализма и италијанске херметичности, касније пишући у више личном стилу у својим чакавским стиховима 1970-их. Песник Марин Франичевић је написао друштвено ангажоване стихове на чакавском дијалекту, окрећући се касније мотивима интимних пејзажа. Јуре Франичевић Плочар је писао поезију на чакавском и штокавском дијалекту, али се етаблирао пре свега као романописац, серијом књига о периоду НОБ-а, написаним без сентимента, на основу сложених психолошких стања ликова. Јожа Хорват је обрађивао ратне теме у шаљивим наративима, док су се његова каснија дела бавила сопственом опседнутошћу природом, ловом и авантуристичким пловидбама. Мирко Божић је најпознатији по романској трилогији Kurlan која приказује живот сиромашних у Далматинској загори, са оштрим осећајем приказивања ликова у изражајном стилу заснованом на локалном штокавском дијалекту обогаћеном измишљеним изразима. Истакао се и као драматург. Перо Будак је био аутор неколико драма о сеоском животу у Лици, израженог комичног додира, веома популарних педесетих година 20. века.
Живко Јеличић је написао низ приповедака и романа у модернистичкој наративној структури. Иван Раос је био плодан писац кратких прича, романописац и драмски писац, у разним стиловима, од хумора помешаног са реалистичним наративом, до модернистичког експериментисања. Војин Јелић се бавио темама живота у книнском округу, користећи се модернистичким наративом. Маријан Матковић је био најпознатији као драматург, за чија се најбоља дела сматрају његови драмски текстови са историјском тематиком.

##### Кругови
Током педесетих година 20. века часопис Krugovi (1952—58) је имао велику улогу у развоју хрватске књижевности, предвођен групом младих писаца рођених око 1930. Заједно су се супротставили политици социјалистичког реализма и отворили врата широким утицајима из остатка света, од надреализма, руских авангардиста, егзистенцијализма. Њихов иронични стил био је симптом нестајања послератног оптимизма, на који су највероватније утицали амерички романописци и критичари, који су основни песнички квалитет видели у иронији. Међу писцима ове генерације, најзначајнију прозу написао је Слободан Новак, у својим збиркама Izgubljeni zavičaj (1955), Tvrdi grad (1961), Izvanbrodski dnevnik (1977) и роман Mirisi, zlato i tamjan (1968) у којима се бавио дилемама савременог интелектуалца, са осећајем егзистенцијалне апсурдности. Новак показује изразит осећај психолошког сенчења у својим ликовима и софистицирану слику завичајног медитеранског амбијента.
Славко Михалић је био водећи песник Кругова, аутор двадесет песничких збирки, почев од Komorne muzike (1954). Био је заокупљен идејом људског губитка и борбом за постизање аутентичног постојања, што је приказао у низу семантички слојевитих слика.
Иван Сламниг је био аутор бројних збирки поезије Aleja poslije svečanosti (1956), Odron (1956), Naronska siesta (1963), романа Bolja polovica hrabrosti (1972), збирке приповедака, радио драма, био је склон играма речи и иронији, а његова поезија пуна је интелектуалних референци.
Антун Шољан је био свестран аутор: песник, романописац Izdajice (1961), Kratki izlet (1965), Luka (1974), драмски писац, критичар, фељтонист, антологичар, уредник часописа и преводилац. Знајући о тренутним трендовима у светској књижевности, створио је модернистичку поетску верзију митова и легенди, преправљајући класичне мотиве и форме.
Миливој Славичек је био још један изузетно плодан песник, који је свакодневним изразима описивао наизглед мале ствари, прожимајући сцене обичног живота елементима лирске медитације.
Ирена Вркљан је такође била песникиња инспирисана надреализмом, чији је највећи успех постигнут у њеном конфесионалном, феминистички инспирисаном роману из 1980-их. Поезија Весне Крмпотић бавила се потрагом за мистичним симболима живота.
Владо Готовац је одликовао високо интелектуални тип писања, критичари су га често називали филозофским песником. Био је близак надолазећој генерацији нових писаца шездесетих година, као уредник Hrvatskog tjednika, култне публикације у периоду хрватског пролећа. Страствено је заговарао идеју либералне демократије и хрватске националне еманципације.
Иван Кушан је написао приче за децу са главним јунаком дечаком Коком. Такође је написао нека запажена дела за одрасле; проза и драма заснована на његовој језичко-стилској виртуозности и духовитости које повремено постају срећни пастиши књижевних стереотипа из домаће и светске књижевности. Међу остале ауторе књижевности за децу спадају Звонимир Балог, Сунчана Шкрињарић, Нада Ивељић и Вишња Стахуљак.
Предраг Матвејевић истражује традицију левичарске књижевности и полемично анализира актуелна питања култне политике. Међународни успех постигао је лексикографским делом Mediteranski brevijar (1987). Написао је крајем 1970-их серију историјских романа инспирисаних фразама и темама старих путописа и хроника, народном књижевношћу и наративном техником Иве Андрића. Деведесетих година написао је књиге у којима се суочио са противницима политике Хрватске демократске заједнице.

##### Разлог
Почетком 1960-их у часопису Razlog (1961—68) и припадајућој библиотеци наступали су писци рођени углавном око 1940, које је одликовала изражена свест о генерацијској и естетској посебности од осталих група у хрватској књижевности. Разумови аутори су се обично ослањали на филозофски дискурс (тако да су у групи били нешто старији, филозофски писци као што су Владо Готовац, Бруно Поповић, Бранислав Зељковић) и у почетку су били под снажним утицајем Хајдегера и француских егзистенцијалиста, а крајем 1960-их и структуристичким идејама. Склони су писању критике и поезије, за разлику од дужих прозних облика. Критике разума нису се бавиле само књижевношћу, већ су покушавале да потпуно протумаче феномен уметности. Границе између поезије и есеја уклоњене су: њихов омиљени облик поезије био је у прози, користећи теме изведене из модерне или анализе процеса уметничког стварања или феномена писмености.
Један од кључних експонената био је Звонимир Мркоњић, који је започео 1960-их као песник, ослањајући се на искуство европског, посебно француског модернизма. Био је значајан као критичар и антологичар, настојећи да реинтерпретира идеје о послератној хрватској поезији, афирмишући неке запостављене ране модернисте (Радован Ившић, Јосип Стошић) и писце који су градили аутономне песничке светове, посебно Николу Шопа.
Данијел Драгојевић се сматра једним од најважнијих хрватских писаца, који својим текстовима, песмама, препознатљивим стилом и бескомпромисним ставом утиче на генерације хрватских аутора. Брат је близанац писца Ивана Драгојевића.
Песник Анте Стамаћ се користио традиционалнијим, класичнијим облицима од већине писаца Разума и повезан је са егзистенцијалном поезијом. Игор Зидић своју поезију пише у компактним, елиптичним, чистим исказима, док је Дубравко Хорватић развио облик поезије у прози. Роман и есејиста Милан Мирић такође је био део Razlogа.
Иако врло продуктивна у поезији и критици, група Razlog није оставила ниједно значајно прозно дело. Недељко Фабрио је један од ретких писаца (такође драмски писац, есејиста и преводилац), чије писање показује одређено сродство са групом. Осамдесетих година 20. века постигао је велики успех са два тематски повезана историјска романа: Vježbanje života (1985) и Berenikina kosa (1989). Мате Раос је био рани писац фантастике који ће постати популаран у каснијим годинама. Томислав Славица је писао модернистичку прозу организовану са снажном алегоријском и симболичком компонентом. Јозо Лаушић се у својој серији романа бавио темама везаним за Далматинску загору.

##### Драма и стих
Крајем шездесетих и почетком седамдесетих година, имали су низ успешних драматичара. Иво Брешан је аутор великог броја драма које су обележене језичком међусобном интеракцијом и гротеском; његова драма Predstava Hamleta u selu Mrduša Donja (први пут изведена 1971) је најутицајнија драма друге половине 20. века. Такође је успешан романописац и сценариста.
Слободан Шнајдер се ослања на поетику авангардног позоришта шездесетих година и на Крлежино наслеђе. Остали драмски писци били су Томислав Бакарић, Иван Бакмаз и Слободан Шембера. Дубравко Јелачић Бужимски пише драме, романе и прозу за децу. Борис Сенкер, Нино Шкрабе и Тахир Мујичић заједно су написали низ комедија.
Бранимир Бошњак у својим есејима користи постструктуралистичке поставке док његова поезија евоцира егзистенцијалне концепте. Поезија Горана Бабића одликује интересовање за тамну страну људског постојања. Његове теме се крећу машти, од древних легенди до екстравагантних исповедника.
Поезија Марије Пеакић Микуљан је заокупљена темама пада, нестајања и умирања, заједно са заокупљеношћу музикалношћу стиха. Стијепо Мијовић Кочан пише поезију хетерогеног израза: у распону од модернистичких експеримената до образаца поезије. Јасна Мелвингер пише интимну поезију са елеганцијом и интроспекцијом. Луко Паљетак је водећи песник у различитим облицима, његово дело се одликује промишљеношћу, музикалношћу стиха и ефектним сукобом осећања и ироније. Борбен Владовић је један од најбољих представника визуелне поезије у Хрватској.
Међу многим песницима који су прве књиге објавили крајем 1960-их и почетком 1970-их, били су Ернест Фишер, Жељко Кнежевић, Марио Сушко, Гојко Сушац, Јордан Јелић, Дубравка Ораић-Толић, Иван Рогић Нехајев, Андријана Шкунца, Владимир Реинофер, Никола Мартић, Иван Кордић, Јакша Фиаменго, Момчило Попадић, Енес Кишевић, Томислав Маријан Билоснић, Џемалудин Алић, Стјепан Шешељ, Соња Манојловић, Миле Пешорда, Томислав Матијевић, Божица Јелушић, Жељко Иванковић, Дражен Катунарић и Миле Стојић.

##### Модерна хрватска проза
Нова генерација аутора почетком 1970-их волела је фантазију, инспирисана је савременом латиноамеричком фантастиком, руском симболиком и авангардом (посебно Булгаковом), затим Кафком, Шулцом, Калвином и Сингером. Поново се појавило интересовање за писање белетристике, посебно модерне прозе. Структурна форма је постала важна, често су се појављивали и цитати из хрватске књижевне баштине. Крајем 1970-их многи писци су интегрисали такозване тривијалне жанрове (детективске приче, мелодраме) у високу литературу, док су други писали друштвено критичку прозу.
Ненад Шепић и Алберт Голдштајн својим романима су предводили генерацију писаца рођених после Другог светског рата. Стјепан Чуић је у свом делу Staljinova slika i druge priče (1971) испреплетао фантазију и алегоријски наратив који се бави односом појединца са тоталитарним политичким системом.
Павао Павличић је плодан писац, сценариста, историчар књижевности и теоретичар. Почео је као писац фантастике вољан да експериментише, а затим је написао серију романа, углавном детективске фикције. Горан Трибусон је у почетку написао ерудитну врсту фантастичне прозе, праћен низом романа и кратких прича у којима носталгично евоцира митологију 64 генерације. Такође пише детективску фантастику и сценарије.
У тексту Дубравке Угрешић се широко користе цитати из класике као и из популарне литературе. Деведесетих година њени романи и књиге политичких есеја су добили неколико престижних награда. Вељко Барбиери пише белетристику повезану са медитеранском атмосфером, користећи цитате из класичне грчке и римске књижевности. Перо Квесић пише такозвану фармерку прозу са темама из живота градске омладине, обликовану у урбани колоквијални стил. Славенка Дракулић пише романе и есеје потакнуте феминистичким духом, који су објављени широм света.
Средином 1980-их у часопису Quorum се појавио низ нових прозних писаца, песника и критичара: Дамир Милош, Љиљана Домић, Бранко Чегец, Крешимир Багић, Влахо Богишић, Хрвоје Пејаковић, Едо Будиша, Јулијана Матановић, Горан Рем, Делимир Решицки, Мирослав Мићановић, Милош Ђурђевић, Никола Петковић и неколико младих драмских писаца, попут Борислава Вујчића, Мира Гаврана, Ладе Каштелан, Ивана Видића и Асје Срнец-Тодоровић.

##### Хрватски рат за независност
Рат у Хрватској 1991—95. имао је удела у књижевним делима. Многи писци били су запослени да подржавају хрватску независност и територијални интегритет. Популарни жанрови били су патриотске колумне и новински извештаји о рату. Објављена је антологија родољубиве поезије U ovom strašnom času (1992), Иво Санадер и Анте Стамаћ, а репрезентативна збирка ратних књижевних дела Hrvatsko ratno pismo издата је 1992, Дубравка Ораић Толић.
Током тог периода многи емигрантски писци вратили су се у Хрватску. Николић је локацију своје Hrvatske revije пренео у земљу. Од повратничких аутора, Борис Маруна био је најбоље интегриран у главни ток савремене књижевности. Насупрот томе, други писци као што су Дубравка Угрешић, Славенка Дракулић, Предраг Матвејевић, Слободан Шнајдер и Рада Ивековић су наставили своју активност у иностранству.
Рат у Босни и Херцеговини је довео и неколико хрватских писаца из Сарајева у Загреб, међу којима су били Миљенко Јерговић, аутор једног од романа о рату у бившој Југославији Sarajevski Marlboro (1994), Иван Ловреновић Liber memorabilium, (1994), Јозефина Даутбеговић и Дарко Лукић. Неки истакнути српски писци преселили су се у Хрватску и почели писати на хрватском језику, међу којима су Мирко Ковач и Бора Ћосић.

##### Фестивал алтернативне књижевности
Група писаца 1990. је покренула фестивал алтернативне књижевности, догађај за јавно читање књижевних дела. Иако су у почетку истицали међусобне разлике, већину је одликовала тенденција ка неореалистичкој поезији користећи савремени урбани речник. Били су забринути животом младих у трауматизираној послератној Хрватској и критиковали су националистичке митове. Међу њима су били Зоран Ферић, Миљенко Јерговић, Анте Томић, Јурица Павичић и Роберт Перишић.

##### Студије књижевности
Проучавање књижевности у Хрватској средином педесетих година 20. века је одбацило претходну соцреалистичку идеологију и развило се у објективнији аналитички облик. Године 1957. покренут је часопис Umjetnost riječi који је окупљао групу теоретичара и историчара књижевности који би чинили језгро Zagrebačke stilističke škole. Уследили су часопис Književna smotra (1969) и Croatica (1970).
Током друге половине 20. века међу научницима из подручја хрватске књижевне студије су: Маја Бошковић-Стули, Виктор Жмегач, Дарко Сувин, Миливој Солар, Радослав Катичић, Павао Павличић и Андреа Златар.